# Lambert Sigisbert Adam
Lambert Sigisbert Adam  (Nancy, 10 de Outubro de 1700 — Paris, 12 de Maio de 1759) foi um escultor francês nascido em 1700 em Nancy. O filho mais velho do escultor Jacob-Sigisbert Adam, ele era conhecido como Adam l'aîné ("o mais velho") para distingui-lo de seus dois irmãos escultores Nicolas-Sébastien Adam, conhecido como "Adam le jeune" ("o mais jovem") e François Gaspard Balthazar Adam. Sua irmã Anne Adam se casou com Thomas Michel, um escultor indistinto, e se tornou a mãe do famoso escultor Claude Michel , conhecido como Clodion, que recebeu seu primeiro treinamento no estúdio de seu tio Lambert-Sigisbert.

## Duas obras
Duas de suas obras mais importantes foram executadas para Frederico, o Grande, na Prússia. Mariette observou que Hunting and Fishing de Adam, enviado a Frederico, "não terão faltado admiradores em um país onde ainda não se conhece completamente o valor da bela e nobre simplicidade".

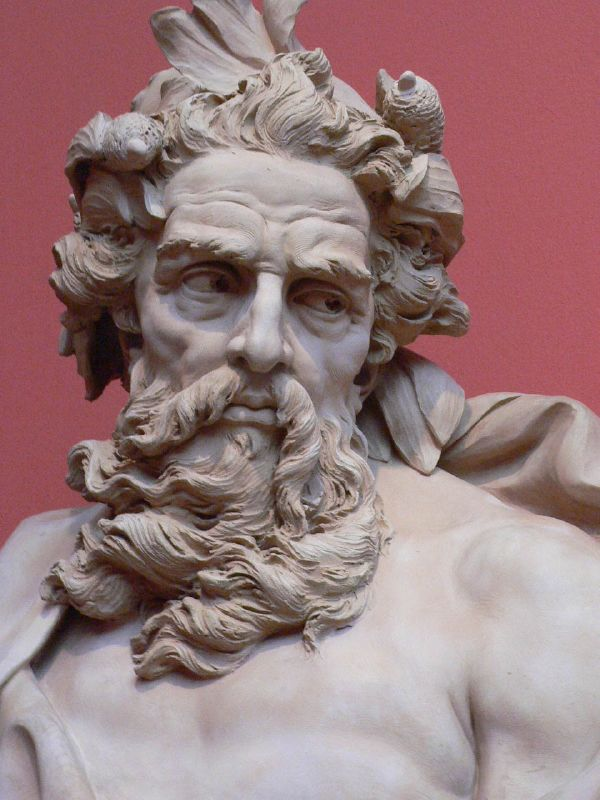
Netuno, 1725 (Museu de Arte do Condado de Los Angeles)

O volume de um conjunto de gravuras feitas por várias mãos, após os desenhos de Adam, intitulado Recueil de sculptures antiques Grecques et Romaines (Paris, 1754) representava um grupo de antiguidades amplamente restaurado por Adam que ele esperava poder vender. Eles permaneceram em sua posse e aparecem no inventário de seu ateliê na rue Basse du Rempart, nº 4, que foi compilado no momento de sua morte.

## Trabalhos importantes
Entre suas obras mais importantes estão:
- A Virgem Aparecendo a Santo André Corsini em 1732, um relevo para a Cappella Corsini do Papa Clemente XII, San Giovanni in Laterano, Roma.
- Ninfas e Tritões
- Caçador com Leão em sua rede, um alívio para a capela de Santa Adelaide
- O Sena e o Marne (1733-34) em pedra para a grande cascata de Antoine Le Pautre no Château de Saint-Cloud[5]
- O Triunfo de Netuno acalmando as Ondas 1737, peça de recepção para a Academia (Musée du Louvre).
- Caça e Pesca, grupos de mármore para Sanssouci
- Marte abraçado pelo amor
- O entusiasmo da poesia